# Gertrude Elles
 Gertrude Lilian Elles, MBE (* 8. Oktober 1872 in Wimbledon, England; † 18. November 1960 in Helensburgh, Schottland) war eine britische Geologin, Paläontologin und Hochschullehrerin. Sie war die erste Dozentin an der University of Cambridge und eine der ersten weiblichen Fellows der Geological Society of London. Sie erforschte die Entwicklung und Klassifizierung von Graptolithen.

## Leben und Werk
Elles war das jüngste von sechs Kindern einer englischen Mutter, Mary Chesney Pye, und eines schottischen Vaters, Jamieson Elless. Ihr Vater hatte mit dem Import von Tee aus China ein Vermögen gemacht, welches er während ihrer Kindheit durch die Unterschlagung eines Partners verlor. Ab ihrem 13. Lebensjahr besuchte Elles die weiterführende Schule an der Wimbledon High School, die ab 1887 Geologiekurse einführte. Im Juli 1891 erlangte sie Auszeichnungen in Geologie und Biologie und erhielt Stipendien für das Newnham College, außerdem für Somerville Hall in Oxford und das Bedford College in London.
Im Alter von 19 Jahren besuchte sie das Newnham College der University of Cambridge und studierte bei den Geologen Thomas McKenny Hughes und John Edward Marr. 1895 bestand sie die Tripos mit Auszeichnung erster Klasse. Allerdings verliehen Oxford und University of Cambridge keine Abschlüsse an Frauen. Dank einer Vereinbarung zwischen University of Cambridge und der Universität Oxford und dem Trinity College Dublin musste Elles allerdings bis 1905 warten, um ihren Abschluss zu erhalten. Sie reiste 1905 zum Trinity College Dublin, um ihren DSc-Abschluss als eine der sogenannten Steamboat Ladies zu erhalten.
Sie blieb nach ihren Prüfungen am Newnham College und begann im Woodwardian Museum mit der Erforschung von Graptolithen. Elles Forschung über die Gattungen von Graptolithen aus Nordwales und den Skiddaw-Schieferplatten des Lake District in England sowie aus den Wenlock-Schieferplatten der walisischen Grenze führte schließlich dazu, dass sie den Lyell Fund der Geological Society of London erhielt. Sie durfte die Auszeichnung nicht persönlich entgegennehmen, da es Frauen zu dieser Zeit (1900) verboten war, an den Versammlungen teilzunehmen. Während ihrer Zeit am Newnham College erhielt sie ein Harkness-Stipendium, das alle drei Jahre an den besten Kandidaten in einer Prüfung in Geologie und Paläontologie vergeben wurde. Dies ermöglichte ihr eine Forschungsreise nach Schweden. Sie kehrte 1901 nach Cambridge zurück, um gemeinsam mit Ethel Wood und unter der Leitung des Geologen Charles Lapworth mit der Erforschung britischer Graptolithen zu beginnen. Sie verbrachte 12 Jahre damit, die Abhandlung über britische Graptolithen zusammen mit Wood zusammenzustellen. Wood lieferte die Illustrationen und Elles die Beschreibungen. 1919 erhielt sie für diese Arbeit die Murchison-Medaille für Geologie und wurde als eine der ersten Frauen Fellow der Geological Society of London.
1922 veröffentlichte sie eine Arbeit über die Entwicklung und Klassifizierung von Graptolithen. Ihre Forschung konzentrierte sich auch auf die Stratigraphie und sie veröffentlichte über zehn Arbeiten zur Stratigraphie des unteren Paläozoikums. Sie etablierte in mehreren Arbeiten eine Graptolithen-Stratigraphie des Arenigium.
Elles war von 1925 bis 1936 stellvertretende Rektorin des Newnham College und fungierte eine Amtszeit lang als Rektorin. 1926 wurde sie die erste Dozentin an der University of Cambridge. Als Dozentin unterrichtete sie sowohl Männer als auch Frauen und ab 1929 forschte der britische Paläontologe Oliver Bulman bei ihr als Postdoktorand. Im Alter von 64 Jahren erhielt Elles 1936 als erste Frau eine Leserschaft an der University of Cambridge. Bis zu ihrer Pensionierung im Jahr 1938 lehrte und forschte Elles weiter. 1938 wurde sie zur emeritierten Professorin ernannt und betreute weiterhin Studenten. 1948 wurden Frauen als Vollmitglieder akzeptiert und 1949 promovierte Elles im Alter von 77 Jahren.
Zu den weiteren Auszeichnungen von Elles gehörte, dass sie für ihre Arbeit beim Britischen Roten Kreuz in Großbritannien während des Ersten Weltkriegs die Medal of Member of the British Empire erhielt. Sie war 1923 Präsidentin der British Association for the Advancement of Science.
Elles hatte eine große Auswahl an Hüten. Der Grund für diese Sammlung war, dass an der Fakultät in Cambridge das Tragen von Hüten für Frauen bei Vorlesungen vorgesehen war.
Elles zog 1960 nach Helensburgh in Schottland und starb dort einige Monate später im Alter von 88 Jahren.

## Auszeichnungen und Ehrungen
- 1900: Lyell-Fund
- 1919: Murchison-Medaille
- 1919: Fellow of the Geological Society of London
- 1920: Member des Order of the British Empire (MBE)

## Veröffentlichungen (Auswahl)
- mit Ethel M.R. Wood: Monograph of British Graptolithes.
- Some graptolite zones in the Arenig rocks of Wales. In: Geological Magazine. 5. Serie, Nr. 1, London 1904, S. 199–211.
- The stratigraphy and faunal succession in the Ordovician rocks of the Builth-Llandrindod Inlier, Radnorshire. In: Quarterly Journal of the Geological Society of London. 95, London 1940, S. 383–445.